# Enroc

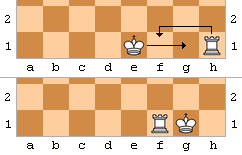
Enroc curt (0-0)

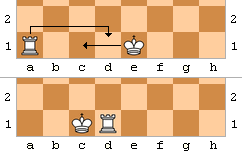
Enroc llarg (0-0-0)

En escacs, l'enroc és un moviment especial de fortificació que el rei té la possibilitat de dur a terme amb una de les dues torres per protegir-se d'atacs enemics.
És l'única jugada en escacs que permet moure dues peces a la vegada i també l'única en què el rei avança dues caselles i la torre salta per damunt del rei per col·locar-se al seu altre costat. Cal remarcar, però, que en un campionat oficial s'ha de moure primer el rei abans que la torre perquè és el rei que té aquesta potestat.

## Tipus d'enroc
Hi ha dos tipus d'enroc:
1. L'enroc curt, i més freqüent, en què el rei es mou dues caselles cap al flanc de rei i queda situat a la casella del cavall i la torre a la casella de l'alfil. Se simbolitza 0-0.
2. L'enroc llarg en què el rei es mou dues caselles cap al flanc de dama i queda situat a la casella de l'alfil i la torre a la casella de la dama. Se simbolitza 0-0-0.

## Condicions
Perquè es pugui realitzar aquesta jugada cal que es donin una sèrie de condicions:
1. No s'ha d'haver mogut encara ni el rei ni la torre.
2. No hi ha d'haver cap peça entre el rei i la torre.
3. El rei no pot estar en escac.
4. No hi ha d'haver cap atac de les peces contràries a les caselles per les quals ha de passar el rei per fer l'enroc o a la casella en què s'ha de situar finalment (perquè això darrer situaria voluntàriament el rei en escac, cosa il·legal).[1]